# Au-delà des forces
Au-delà des forces (Over Ævne I, 1902) est une pièce de théâtre de l'écrivain norvégien Bjørnstjerne Bjørnson, lauréat du troisième prix Nobel de littérature en 1903.

## Résumé de l'intrigue
Cette pièce a pour cadre des villages de Norvège, près de fjords et pour principaux personnages la famille Sang.
Elle se déroule en deux parties distinctes et quasiment indépendantes.
La première partie est un drame en deux actes sur l'histoire du père Sang, pasteur dans un petit village reculé de Norvège. Sang a une femme et deux enfants et passe tout son temps à aider les autres. De plus, cet homme est quasiment un saint, car il fait des miracles ; il a rendu la vie à une petite fille, soigné plusieurs personnes, et à chaque fois qu'il sort, même par le temps le plus mauvais et le plus dangereux, il réussit toujours à rentrer sain et sauf, que ce soit à pied dans les fjords ou en bateau sur la mer démontée.
La seule personne qui est rétive à ses miracles est sa femme, gravement malade, qui refuse de prier avec lui, car elle a perdu la foi.
Après un énième miracle (un rocher s'est détaché de la montagne et a miraculeusement changé de trajectoire pour éviter l'église), des hauts dignitaires ecclésiastiques arrivent pour vérifier tous les miracles qu'on lui prête. S'ensuit une discussion sur la place de la foi dans le monde et une fin assez inattendue.
La seconde partie est un drame en deux actes. Après la mort de leur tante, les enfants Sang se retrouvent dans une petite ville industrielle où les ouvriers sont en grève. Le fils, Elias, prend part à la grève en dilapidant toute sa fortune héritée de ses parents. Sa sœur Rachel veut ouvrir un hôpital pour aider les autres - ils sont tous les deux dans la veine de leur père. Malheureusement, les patrons refusent d'écouter les grévistes, et la grève se radicalise encore, surtout après le suicide d'une gréviste et de ses enfants. Les patrons ne veulent pas entendre les revendications des grévistes, car il n'en ont que pour le capital. Elias va alors essayer de les convaincre par une manière radicale.
L'œuvre en elle-même donne une bonne idée du climat de changement de l'époque, l'apparition du socialisme, du communisme, la perte de confiance dans l'église et les tentatives de progrès sociaux pour les travailleurs. Le style est très bon et donne du rythme aux pièces.

## Histoire du prix Nobel
Bjørnstjerne Bjørnson est le troisième prix Nobel de littérature et celui-ci a une valeur symbolique forte. En effet, la Norvège et la Suède étaient depuis 1814 en union personnelle, et dans les années 1900 les Norvégiens ont tenté de prendre leur indépendance, d'où des tensions avec les Suédois. L'Académie suédoise est donc passée outre les antagonismes régionaux pour lui donner le Prix Nobel.